# Ceresa ustulata
Ceresa ustulata är en insektsart som beskrevs av Leon Fairmaire. Ceresa ustulata ingår i släktet Ceresa och familjen hornstritar. Inga underarter finns listade i Catalogue of Life.